# العلاقات اليابانية الفنلندية
العلاقات اليابانية الفنلندية هي العلاقات الثنائية التي تجمع بين اليابان وفنلندا.

## مقارنة بين البلدين
هذه مقارنة عامة ومرجعية للدولتين:
| وجه المقارنة                                              | اليابان         | فنلندا                                                                               |
| --------------------------------------------------------- | --------------- | ------------------------------------------------------------------------------------ |
| المساحة (كم2)                                             | 377.97 ألف      | 338.42 ألف                                                                           |
| عدد السكان (نسمة)                                         | 126.79 مليون    | 5.52 مليون                                                                           |
| الكثافة السكانية (ن./كم²)                                 | 335.45          | 16.31                                                                                |
| العاصمة                                                   | طوكيو           | هلسنكي                                                                               |
| اللغة الرسمية                                             | اللغة اليابانية | اللغة الفنلندية، اللغة السويدية                                                      |
| العملة                                                    | ين ياباني       | يورو، ماركا فنلندية                                                                  |
| الناتج المحلي الإجمالي (بليون دولار)                      | 4.87 تريليون    | 251.88 مليار                                                                         |
| الناتج المحلي الإجمالي (تعادل القوة الشرائية) بليون دولار | 5.18 تريليون    | 231.84 مليار                                                                         |
| الناتج المحلي الإجمالي الاسمي للفرد دولار أمريكي          | 34.52 ألف       | 42.31 ألف                                                                            |
| الناتج المحلي الإجمالي للفرد دولار أمريكي                 | 36.62 ألف       | 40.68 ألف                                                                            |
| مؤشر التنمية البشرية                                      | 0.903           | 0.883                                                                                |
| رمز المكالمات الدولي                                      | +81             | +358                                                                                 |
| رمز الإنترنت                                              | .jp             | .fi                                                                                  |
| المنطقة الزمنية                                           | توقيت اليابان   | ت ع م+02:00، ت ع م+03:00، أوروبا/هلسنكي ‏، توقيت شرق أوروبا، توقيت شرق أوروبا الصيفي ‏ |

## مدن متوأمة
في ما يلي قائمة باتفاقيات التوأمة بين مدن يابانية وفنلندية:
- ترتبط نيزا مع يوفاسكولا باتفاقية توأمة.
- ترتبط تويوتا مع فنلندا باتفاقية توأمة.
- ترتبط إزومو مع كلاجوكي باتفاقية توأمة.

## منظمات دولية مشتركة
يشترك البلدان في عضوية مجموعة من المنظمات الدولية، منها:
| علم المنظمة | اسم المنظمة                               | تاريخ انضمام اليابان | تاريخ انضمام فنلندا |
| ----------- | ----------------------------------------- | -------------------- | ------------------- |
|             | منظمة التعاون الاقتصادي والتنمية          | ?                    | 1969                |
|             | منظمة التجارة العالمية                    | ?                    | 1995                |
|             | الاتحاد البريدي العالمي                   | ?                    | ?                   |
|             | الوكالة الدولية للطاقة                    | ?                    | ?                   |
|             | مجموعة الموردين النوويين                  | ?                    | ?                   |
|             | يونسكو                                    | 2 يوليو 1951         | 10 أكتوبر 1956      |
|             | الفريق المعني برصد الأرض                  | ?                    | ?                   |
|             | مؤسسة التمويل الدولية                     | 20 يوليو 1956        | 20 يوليو 1956       |
|             | المركز الدولي لتسوية المنازعات الاستشارية | 16 سبتمبر 1967       | 8 فبراير 1969       |
|             | بنك التنمية الآسيوي                       | 1966                 | 1966                |
|             | منظمة حظر الأسلحة الكيميائية              | ?                    | ?                   |
|             | مؤسسة التنمية الدولية                     | 27 ديسمبر 1960       | 29 ديسمبر 1960      |
|             | مجموعة أستراليا                           | 1985                 | 1991                |
|             | نظام تحكم تكنولوجيا القذائف               | 1987                 | 1991                |
|             | وكالة ضمان الاستثمار متعدد الأطراف        | 12 أبريل 1988        | 28 ديسمبر 1988      |
|             | الاتحاد الدولي للاتصالات                  | 29 يناير 1879        | 1 سبتمبر 1920       |
|             | منظمة الشرطة الجنائية الدولية             | ?                    | ?                   |
|             | الأمم المتحدة                             | 18 ديسمبر 1956       | 14 ديسمبر 1955      |
|             | البنك الدولي للإنشاء والتعمير             | 13 أغسطس 1952        | 14 يناير 1948       |
|             | المنظمة الهيدروغرافية الدولية             | ?                    | ?                   |
|             | البنك الإفريقي للتنمية                    | ?                    | ?                   |

## وصلات خارجية
- موقع وزارة الخارجية اليابانية
- موقع وزارة الخارجية الفنلندية